# Maxima (software)
Maxima è un Computer Algebra System (CAS) in grado di eseguire calcoli numerici, simbolici, grafici e altre operazioni correlate.
Maxima nasce dal progetto Macsyma (contrazione di MAC symbolic manipulation), nato negli anni sessanta presso il MIT con fondi del Department of Energy. Il programma è sviluppato in Lisp. Il programma è stato mantenuto dal Prof. William Schelter presso l'Università del Texas ad Austin, dal 1982 sino al 30 settembre 2001, data della sua morte, a 54 anni.
Nel 1998, grazie al rilascio del codice sorgente, è nato il progetto Maxima per il proseguimento dello sviluppo del sistema nello spirito del movimento del software libero. Maxima può essere eseguito su molti sistemi operativi tra i quali GNU/Linux, macOS, e Microsoft Windows.

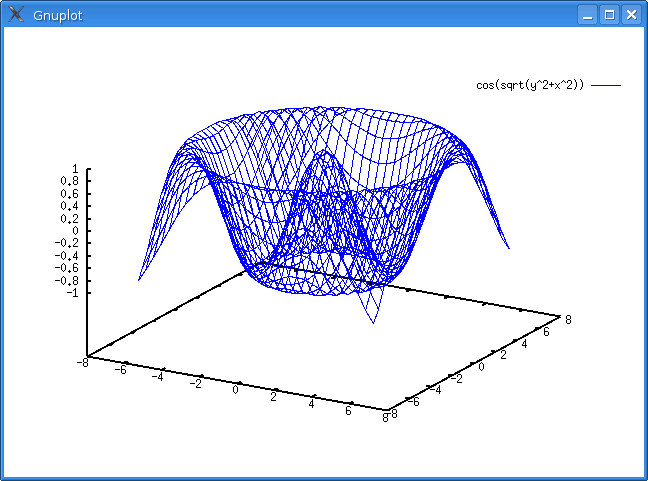
Maxima realizza i grafici con Gnuplot

## Esempi di codice Maxima

### Operazioni con monomi e polinomi
```
(a^2+b)-(a+b);
               2
              a - a
```

```
expand((a+b)*(a-b));
               2    2
              a  - b
```

### Risoluzione di equazioni e sistemi di equazioni
2x³−(3x³):(-2x)²

### Tracciamento di un grafico
```
plot2d([x^2+3],[x,-5,5]);
```

```
plot3d([x^2+y^2,[x,-5,5], 
y,-5,5
);
```

### Calcolo di integrali, limiti e derivate
```
integrate(x^2,x);
                 3
                x
                -
                3
```

```
diff(sin(x),x,1);
               cos(x)
```

```
diff(sin(x),x,2);
               -sin(X)
```

```
limit(x^2,x,inf);
                inf
```

## Rappresentazione interna delle espressioni
In Maxima tutto è rappresentato tramite delle liste LISP. Ad esempio l'espressione
```
x^2+y^2
```

è rappresentata internamente come
```
((MPLUS SIMP) ((MEXPT SIMP) $X 2) ((MEXPT SIMP) $Y 2))
```

. Le stesse liste come definite dal linguaggio Maxima sono rappresentante come particolari liste LISP:
```
[1,2,3,4,5]
```

sarà rappresentata come
```
((MLIST SIMP) 1 2 3 4 5)
```